# Burg Arensburg
Die Bischofsburg Arensberg (estnisch Kuressaare linnus) ist ein Schloss auf der estnischen Insel Saaremaa (ehemals Ösel). Ursprünglich war das Schloss eine Burg, die im 14. Jahrhundert errichtet wurde. Damals gehörte sie zu den bedeutendsten estnischen Bauwerken. Nach ihrer Zeit als Festung diente sie als Residenz der Bischöfe von Ösel-Wiek. Heute dient es als Museum für die Geschichte und Architektur der gesamten Region.

## Geschichte
Die erste schriftliche Erwähnung der Burg geht zurück auf die 1380er Jahre, einige Quellen datieren den Bau der Burg mit einem angeschlossenen Kloster auf das Jahr 1341. Da die damaligen Inselbewohner der Christianisierung heftigen Widerstand leisteten, der auch in gewaltsame Aufständen mündete, war diese Burg Teil der Bemühungen des Deutschen Ordens und der Bischöfe von Ösel-Wieck, die Kontrolle über die Insel zu erlangen. Die Festung blieb bis zur Reformation im Besitz der Bischöfe und war bis zu diesem Zeitpunkt eine der wichtigsten Burgen des gesamten Bistums. Nach der Reformation und der Auflösung des Bistums kam die Insel Ösel und damit die Burg unter die Herrschaft des dänischen Königs. Die neuen Herren begannen die Befestigungsanlagen zu modernisieren. Nach dem Frieden von Brömsebro und der Beendigung des Krieges zwischen Schweden und Dänemark-Norwegen von 1643 und 1645, dem sogenannten Torstenssonkrieg, ging der Herrschaft über die gesamte Insel und damit der Burg in schwedische Hände über die bis 1706 die Modernisierung fortsetzten.

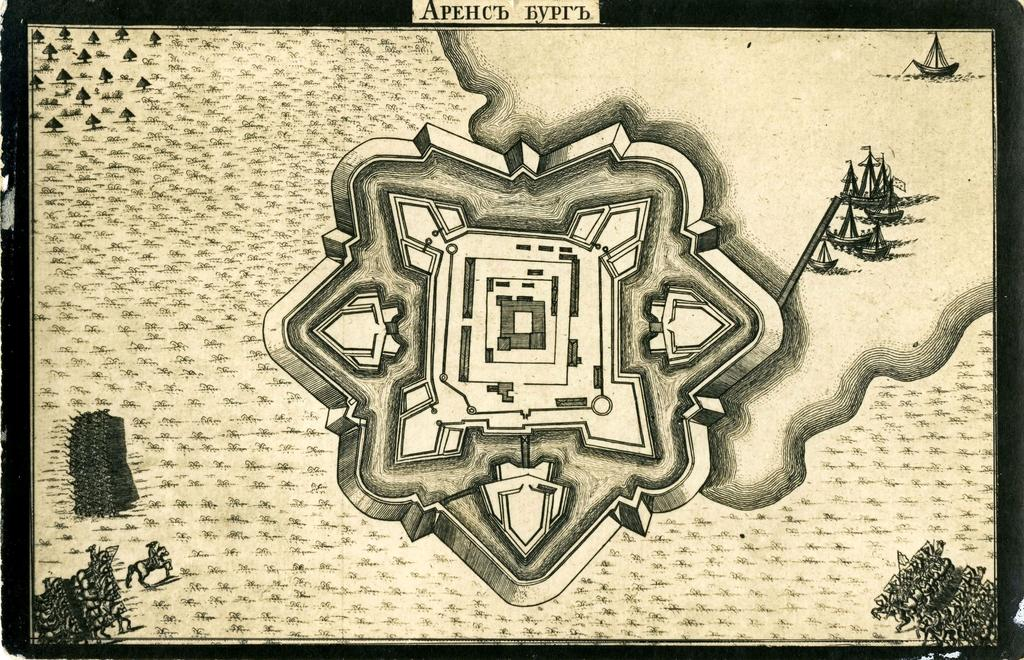
Grundriss der Burg und ihrer Befestigungen im Jahre 1710

Nach dem Ende des Großen Nordischen Krieges wurden Insel und Burg Teil des Russischen Reiches. Mit der Verschiebung der Grenzen des Russischen Reiches verlor die Festung ihre Bedeutung. Dies galt besonders für die Zeit nach dem Ende des Finnischen Krieges und der Dritten Teilung Polens. Mit dem Bau der Festung Bomarsund auf den Åland-Inseln wurde die russische Garnison der Festung dorthin verlegt. Die Verwendung als Verwaltungssitz blieb allerdings erhalten. Die ersten Restaurationsarbeiten wurden 1904, unter der Leitung der Architekten Karl Rudolf Hermann Seuberlich und Wilhelm Neumann, in Angriff genommen.
Mit dem Ende der ersten estnischen Unabhängigkeit und dem Beginn der sowjetischen Besatzung wurde die Burg wieder als Festung und Gefängnis verwendet. In dieser Zeit wurden auf dem Gelände des Schlosses ca. 80 Zivilisten hingerichtet, während der anschließenden Nazi-Herrschaft wurden noch mal über 300 Menschen. Im Jahr 1968 wurde unter Leitung des Architekten Kalvi Aluve eine zweite umfangreiche Renovierung durchgeführt. Heute beherbergt das Schloss das Saaremaa-Museum.

## Architektur
Die Bischofsburg Kuressaare gilt, neben der Hermannsfeste in Narva, als eine der am besten erhaltenen mittelalterlichen Befestigungsanlagen in Estland. Im Gegensatz zur Bischofsburg musste die Hermannsfeste nach den schweren Schäden im Zweiten Weltkrieg aufwändig restauriert werden, während die Bischofsburg nur geringe Schäden davon trug. Das Schloss ist im spätgotischen Stil gehalten und zeichnet sich durch eine schlichte Form aus. Der Verteidigungsturm in der nördlichen Ecke erreicht eine Höhe von 37 Metern. In den 1980er Jahren wurde eine Verteidigungsgalerie mit Zinnen entlang der Gebäudespitze restauriert. Ebenfalls rekonstruiert sind das Fallgitter und die Verteidigung des Tores.
Das zentrale Element des Erdgeschosses ist der sogenannte Konventsbau; dieser quadratischer und 43 m lange Gebäudeteil umfasst den Kreuzgang mit dem Innenhof. Dadurch kann man über den Kreuzgang in alle Haupträume gelangen. Unter dem Konventsgebäude befindet sich der Keller der Burg; darin waren die Lagerräume und eine ausgeklügelte Hypokaustheizung untergebracht, mit der das Refektorium und der Wohnbereich des Bischofs mit Hilfe von warmer Luft beheizt werden konnte, eine restaurierte Hypokausten kann im Museum besichtigt werden.
Über der südlichen Ecke des Konventsgebäudes befindet sich die Kapelle der Bischofsburg. Das Gewölbe der Kapelle wird von einem zentralen achteckigem Pfeiler getragen, an der Südostwand befindet sich der große Tabernakel und an der Südwestwand der kleine Tabernakel. Die Kapelle wurde früher durch ein Gitter vom Festrefektorium getrennt, das inzwischen durch eine Wand ersetzt wurde.
Ende des 14. Jahrhunderts wurde die Anlage um eine 625 Meter lange Mauer erweitert. Die Verbesserungen bei den Feuerwaffen in der Zeit zwischen dem 16. und dem 17. Jahrhundert führten zur Erweiterung der Anlage um zusätzliche Verteidigungseinrichtungen. Maßgeblich war der schwedische Feldmarschall und Festungsbaumeister Erik Dahlberg am Umbau beteiligt; er lehnte seine Baumaßnahmen stark an den Stil des französischen Festungsbaumeisters Sébastien Le Prestre de Vauban an und erweiterte die Anlage um Ravelins und Bastionen. Diese sind auch heute noch weitgehend intakt.
Als die russische Garnison 1711 nach dem Großen Nordischen Krieg die Festung verließ, wurde ein Teil der Befestigungsanlagen und der Burg gesprengt, später jedoch wieder teilweise durch die Russen restauriert. Im Jahr 1861 begann unter der Leitung des Rigaer Architekten H. Göggingen der Umbau der Bastionen in einen Park.